# Спомен-обележје руским и српским ратницима из Првог светског рата у Београду
Спомен-обележје руским и српским ратницима из Првог светског рата је споменик у Београду. Налази се на Калемегдану  у општини Стари град.

## Подизање споменика
Споменик се налази у близини Споменика захвалности Француској, а сагласност за његово подизање дали су и Завод за заштиту споменика културе града Београда, Урбанистички завод Београда и Републички завод за заштиту споменика културе Београд.
Подигнут је 2014. године у склопу манифестације обележавања стогодишњице од почетка Првог светског рата, поклон је Центра Националне Славе Русије и Фонда Андреја Првозваног, који су и покренули иницијативу за његово подизање. Подигнут је у част српским и руским војницима који су погинули у одбрани Београда током Првог светског рата. Споменик је висине 2,7 метара, а краси га традиционални крст, док је биста Светог Ђорђа на коњу као подсећање на жртве, изливена у бронзи украдена 2018. године.
Спомен плочу на којој стоји натпис „У славу руским и српским јунациима” освештао је патријарх српски Иринеј уз саслужење председника патријарха московског и све Русије Кирила, Његовог преосвештенства епископа кронштатског Назарија.
Свечаности отварања спомен-обележја и церемонији полагања венаца присуствовали су тадашњи председник Републике Србије Томислав Николић, тадашњи начелник Генералштаба Војске Србије Љубиша Диковић, председник Попечитељског савета Међународног друштвеног фонда „Центар националне славе” Владимир Јакуњин, тадашњи амбасадор Руске Федерације у Београду Александар Чепурин и тадашњи градоначеник Београда Синиша Мали.